# Grazioso (vescovo di Novara)
Grazioso (Piemonte, fine VII secolo – Novara, 750) fu vescovo di Novara nell'VIII secolo.

## Biografia
Grazioso nacque in data sconosciuta, in terra piemontese.
Nominato per la prima volta in una pergamena conservata presso l'archivio della Chiesa di Santa Maria (3 dicembre 729), è al centro di una richiesta inoltrata da un tale Rodoaldo perché consacri un altare in onore di San Michele nell'Oratorio di Gausingo (attuale Chiesa di San Pietro in Silva).
Grazioso fu anche molto amico del Re longobardo Liutprando, con l'aiuto del quale istituì un primo archivio della chiesa novarese.
Della sua sepoltura nella Basilica novarese di San Gaudenzio, rimane solo una parziale trascrizione dell'epitaffio.